# Список объектов всемирного наследия ЮНЕСКО в Ливии
В списке объектов всемирного наследия ЮНЕСКО в Ливии значится 5 наименований, что составляет около 0,4 % от общего числа (1248 на 2025 год). Также, по состоянию на 2021 год, 3 объекта на территории Ливии находятся в числе кандидатов на включение в список объектов всемирного наследия.
С 2016 года все ливийские объекты внесены в Список всемирного наследия, находящегося под угрозой, т.к. в стране с 2011 года продолжается гражданская война. Вооружённые группировки находятся в непосредственной близости или на территории данных объектов, что несет угрозу их сохранности.

## Список
В данной таблице объекты расположены в порядке их добавления в список всемирного наследия ЮНЕСКО.
| # | Изображение | Название                                                                    | Местоположение                      | Время создания   | Год внесения в список | №     | Критерии    |
| - | ----------- | --------------------------------------------------------------------------- | ----------------------------------- | ---------------- | --------------------- | ----- | ----------- |
| 1 |             | Кирена Cyrene                                                               | Муниципалитет: Эль-Джебал-Эль-Ахдар | 630-е до н. э.   | 1982                  | № 190 | ii, iii, vi |
| 2 |             | Лептис-Магна Lepcis Magna                                                   | Муниципалитет: Эн-Нугат-эль-Хумс    | 1100 до н. э.    | 1982                  | № 183 | i, ii, iii  |
| 3 |             | Сабрата Sabratha                                                            | Муниципалитет: Эз-Завия             | 500-е до н. э.   | 1982                  | № 184 | iii         |
| 4 |             | Наскальная живопись в горах Тадрарт-Акакус Rock-Art Sites of Tadrart Acacus | Муниципалитет: Гат                  | Верхний палеолит | 1985                  | № 287 | iii         |
| 5 |             | Гадамес Ghadames                                                            | Муниципалитет: Налут                | I век до н. э.   | 1986                  | № 362 | v           |

## Предварительный список
Объекты расположены в порядке их добавления в Предварительный список.
| # | Изображение | Название                           | Местоположение                      | Время создания             | Год внесения в список | №    | Критерии    |
| - | ----------- | ---------------------------------- | ----------------------------------- | -------------------------- | --------------------- | ---- | ----------- |
| 1 |             | Гирза                              | Муниципалитет Мисурата              | I — IV века                | 2020                  | 6486 | ii, iii     |
| 2 |             | Пещера Хауа-Фтеах                  | Муниципалитет Эль-Джебель-эль-Ахдар | 150000 лет назад           | 2020                  | 6488 | iii, iv, v  |
| 3 |             | Археологический памятник Птолемаис | Муниципалитет Эль-Мардж             | VII век до н. э. — VII век | 2020                  | 6487 | ii, iii, iv |